# Bendt Bendtsen
Bendt Bendtsen, né le 25 mars 1954 à Odense (Danemark), est un homme politique danois. Il est l'ancien président du Parti populaire conservateur (Det Konservative Folkeparti) et ancien ministre de l'Économie et du Commerce.

## Biographie

### Jeunesse et débuts en politique
Fils d'un agriculteur, Bendt Bendtsen travaille dans l'agriculture de 1971 à 1975, année où il commence une formation à l'académie de police. Il est ensuite policier à Odense, sa ville natale, dans les années 1980.
En 1989, il devient conseiller municipal d'Odense pour le Parti populaire conservateur. Il se présente également sous l'étiquette du parti aux élections législatives de 1990 où il est élu suppléant, qualité en vertu de laquelle il siège quelques semaines comme membre temporaire du Folketing en avril 1994.
Il est élu député de plein exercice lors des élections législatives du 21 septembre 1994. Il devient alors le porte-parole de son groupe parlementaire pour la politique sociale, rôle qu'il abandonne l'année suivante pour devenir porte-parole sur les questions de travail.
Il est réélu pour un second mandat lors des élections législatives de 1998, à l'issue desquelles il est le porte-parole de son groupe sur les questions de justice.

### Président du Parti populaire conservateur et ministre
Le 4 août 1999, Bendt Bendtsen est élu leader Parti populaire conservateur et président de son groupe parlementaire, à l'unanimité des députés du parti.
Lors des élections législatives du 20 novembre 2001, son parti remporte 9,1 % des voix et 16 sièges, soit autant qu'aux précédentes élections. Le 27 novembre, il devient ministre de l'Économie, du Commerce et de la Coopération nordique dans le gouvernement formé par le libéral Anders Fogh Rasmussen après le scrutin. En juin 2002, il cède le portefeuille de la coopération nordique à un autre ministre de son parti, Flemming Hansen.
Lors des élections législatives de 2005, son parti remporte deux sièges supplémentaires, et il est reconduit dans ses fonctions ministérielles dans le nouveau gouvernement d'Anders Fogh Rasmussen après le scrutin.
Le parti remporte de nouveau 18 sièges lors des élections législatives anticipées de 2007, et il conserve son rôle au sein du troisième gouvernement d'Anders Fogh Rasmussen.
Le 9 septembre 2008, il annonce quitter la direction du Parti populaire conservateur et ses fonctions gouvernementales, rôles dans lesquels il est remplacé par Lene Espersen.

### Député européen
En septembre 2008, il est désigné comme tête de liste du Parti populaire conservateur pour les élections européennes de 2009. Lors du scrutin du 7 juin 2009, sa liste remporte 12,7 % des suffrages et un seul siège, lui permettant de devenir député européen. Après son élection, il siège au sein du groupe du Parti populaire européen et de la commission de l'industrie, de la recherche et de l'énergie du Parlement européen.
En septembre 2013, il est reconduit dans son rôle de tête de liste en vue des élections européennes de 2014. Lors de l'élection du 25 mai, sa liste rassemble 9,1 % des voix et il est réélu pour un second mandat au Parlement européen. Dans la nouelle législature, il siège au sein du même groupe et de la même commission que lors de la précédente.
De 2015 à 2018, il est président de SME Europe, l’association officielle du Parti populaire européen chargée de défendre les intérêts des petites et moyennes entreprises au sein de l’Union européenne.
En août 2017, il annonce qu'il ne se représentera pas aux élections européennes de 2019 et prendra alors sa retraite de la vie politique.

### Après la politique
Quelques mois avant la fin de son mandat au Parlement européen, il devient président du conseil d'administration de Synergi (da). Il quitte cinq ans plus tard, en octobre 2024.